# Чикляново (Советский район)
Чикляново — упразднённая в 2004 году деревня в Советском районе Кировской области России.

## География
Урочище находится в южной части области, на расстоянии приблизительно 44 километров (по прямой) к юго-западу от города Советска, административного центра района. 
Абсолютная высота — 172 метра над уровнем моря.

## История
В «Списке населенных мест Российской империи», изданном в 1876 году, населённый пункт упомянут как казённый починок Чиклянов (Речка) Уржумского уезда (2-го стана), при колодцах, расположенный в 83 верстах от уездного города Уржума. В починке насчитывалось 7 дворов и проживал 81 человек (35 мужчин и 46 женщин).

К 1926 году деревня входила в состав Инзиринского сельсовета Кичминской волости Яранского уезда.
Упразднена в 2004 году.

## Население
В 1926 году население деревни составляло 39 человек (19 мужчин и 20 женщин).
Согласно результатам переписи 2002 года, постоянное население в Чиклянове отсутствовало.

## Инфраструктура
На 1926 год — 5 хозяйств (все крестьянские).